# Leopold von Hauer
Leopold svobodný pán von Hauer (26. ledna 1854 Budapešť – 3. května 1933 Budapešť) byl rakousko-uherský generál. V c. k. armádě sloužil od roku 1872, působil mimo jiné u císařského dvora, uplatnil se jako instruktor jezdectva a v nižších hodnostech sloužil u posádek na různých místech monarchie. Za první světové války bojoval na východní frontě, kde velel jezdecké divizi, později byl pověřen velením samostatného armádního sboru jezdectva. V roce 1917 dosáhl hodnosti generálplukovníka, ještě před koncem války byl odeslán na dovolenou a nakonec penzionován. Poté žil v soukromí v Budapešti.

## Životopis
Pocházel z německé rodiny, která v 17. století vstoupila do služeb Habsburků, předkové získali v roce 1793 stav svobodných pánů. Leopold se narodil jako starší syn barona Štěpána Hauera (1811–1877), c. k. tajného rady a sekčního šéfa na ministerstvu vnitra, matka Marie Antonie (1820–1908) pocházela z hraběcího rodu Welserů z Welsersheimbu. První vojenskou průpravu získal na kadetní škole v Mariboru, poté studoval na Tereziánské vojenské akademii ve Vídeňském Novém Městě a v roce 1872 nastoupil jako poručík k 11. husarskému pluku. V letech 1875–1878 byl společníkem arcivévody Evžena při jeho studiích na Tereziánské vojenské akademii, zároveň jako komorník patřil ke dvoru Evženovy matky arcivévodkyně Alžběty. V roce 1877 byl povýšen na nadporučíka a vrátil se k 11. husarskému pluku. V roce 1885 dosáhl hodnosti rytmistra.
Díky rodinným vazbám se dostal k císařskému dvoru a v letech 1892–1894 zastával funkci prvního komorníka ovdovělé korunní princezny Štěpánky. V roce 1895 byl povýšen na majora a sloužil u husarského pluku č. 5 v Komárně. V letech 1896–1900 byl pověřen vedením jezdecké kadetní školy v Hranicích, kterou přeměnil v moderní vojenskou vzdělávací instituci. Mezitím získal hodnost podplukovníka (1896) a po odchodu z Hranic jako plukovník (1900) velel několik let husarskému pluku č. 16 v Mariboru.

### První světová válka
V roce 1906 byl povýšen na generálmajora a převzal velení jezdecké brigády ve Stanislavi, od roku 1907 byl velitelem 4. jezdecké brigády v Budapešti. V roce 1910 dosáhl hodnosti polního podmaršála a stal se inspektorem jezdectva uherské zeměbrany. Na začátku první světové války byl přeložen do Lvova jako velitel 9. jezdecké divize, s níž byl začleněn do armády Viktora Dankla. Zúčastnil se bitvy u Krašniku, poté podpořil armádu arcivévody Petra Ferdinanda v bitvě u Komarówa. V září 1915 byl jmenován velitelem nově vytvořeného jezdeckého armádního sboru (pod názvem Kavallerie-Korps Hauer), do nějž byly začleněny tři rakouské divize a jedna německá. V listopadu 1914 byl povýšen do hodnosti generála jezdectva a se svým sborem byl zařazen do pravého křídla 1. armády. Na jaře 1915 se zúčastnil úspěšné ofenzívy na Visle (bitva u Gorlice), krátce poté byl ale jeho jezdecký sbor rozpuštěn. V září 1915 byl armádní sbor Hauer znovu zformován a začleněn pod německé velení generála Linsingena. Vyznamenal se během Brusilovovy ofenzívy a v srpnu 1917 obdržel druhou nejvyšší armádní hodnost generálplukovníka. Po uzavření Brest-litevského míru byly rakousko-uherské jednotky staženy z východní fronty a Hauerův jezdecký sbor byl znovu rozpuštěn. Hauer byl poslán na dovolenou a očekával další velení, k tomu ale již nedošlo, mimo jiné proto, že pro nejvyššího důstojníka se zařazením u jezdectva nebylo uplatnění. K datu 1. ledna 1918 byl penzionován, získal maďarské občanství a usadil se v Budapešti.

## Tituly a ocenění
Jako potomek šlechtické rodiny byl v roce 1877 jmenován c. k. komořím. Za zásluhy na východní frontě byl v roce 1916 jmenován c. k. tajným radou s nárokem na oslovení Excelence. Během vojenské kariéry získal řadu vyznamenání, některá z nich již v době, kdy působil u dvora korunní princezny Štěpánky nebo jako velitel jezdecké kadetní školy v Hranicích, většina ocenění ale spadá až do doby jeho služby za první světové války.

### Rakousko-Uhersko
- Vojenská záslužná medaile (1895)
- Vojenský záslužný kříž (1898)
- Řád železné koruny III. třídy (1904)
- Jubilejní pamětní medaile (1898)
- Vojenský jubilejní kříž (1908)
- rytířský kříž Leopoldova řádu (1912)
- Pamětní mobilizační kříž (1913)
- Řád železné koruny II. třídy s válečnou dekorací (1914)
- Vojenský záslužný kříž II. třídy s válečnou dekorací (1915)
- Vojenská záslužná medaile s válečnou dekorací (1915)
- Řád železné koruny I. třídy s válečnou dekorací (1916)
- Vyznamenání za zásluhy o Červený kříž I. třídy s válečnou dekorací (1916)
- velkokříž Leopoldova řádu s válečnou dekorací (1917)

### Zahraniční řády a vyznamenání
- Řád koruny III. třídy (Německo) 1889
- komandérský kříž Řádu Vasova (Švédsko) 1898
- velkokříž Domácího a záslužného řádu vévody Petra Fridricha Ludvíka (Oldenbursko) 1898
- Řád lva a slunce II. třídy (Persie) 1898
- komandérský kříž Domácího řádu Albrechta Medvěda (Anhaltsko) 1907
- velkokříž Vojenského záslužného řádu (Španělsko) 1910
- velkokříž Královského řádu za vojenské zásluhy (Bulharsko) 1910
- Řád dvojitého draka II. třídy (Čína) 1910
- Železný kříž I. a II. stupně (Německo) 1915
- velkokříž Vojenského záslužného řádu s meči (Bavorsko) 1916

## Rodina
V roce 1900 se oženil s Elisabeth Scheichenbergerovou, rozvedenou Fianovou (1855–1911). Manželství zůstalo bez potomstva, ale Elisabeth měla z prvního manželství dceru Antonii (1890–1973), kterou Leopold adoptoval. Adopci pak přenesl i na jejího pozdějšího manžela, c. k. plukovníka Arnolda Conrada (1879–1947), který poté užíval jméno Conrad-Hauer. Po ovdovění se Leopold podruhé oženil v roce 1921 s Kornélií Kubínyiovou (1871–1947).
Leopoldův mladší bratr Vilém (1854–1904) sloužil také v armádě, dosáhl hodnosti plukovníka a byl velitelem husarského pluku č. 12. Další dva sourozenci zemřeli v dětstvi. Díky matce měl Leopold příbuzenské vazby na několik dalších významných osobností. Jeho strýcem byl generál a dlouholetý rakouský ministr zeměbrany hrabě Zeno Welsersheimb (1835–1921). V politice a státní správě se prosadili také Leopoldovi bratranci hrabě Zeno Vinzenz von Goëss (1846–1911) Leopold Goëss (1848–1922).